# Vincent Jeanbrun
Vincent Jeanbrun (5 de mayo de 1984) es un político francés del partido político Los Republicanos. Desde 2014 es alcalde de L'Haÿ-les-Roses y fue reelegido en 2020. También es miembro del Consejo Regional de Île-de-France, donde se desempeña como presidente de la coalición mayoritaria.

## Carrera política
En las elecciones legislativas francesas de 2022, disputó la séptima circunscripción de Val-de-Marne, pero quedó en tercer lugar en la primera vuelta.

## Vida personal
El 2 de julio de 2023, su casa fue atacada durante las protestas por la muerte de Nahel Merzouk y uno de sus dos hijos y su esposa resultaron heridos cuando huían del edificio.